# Solaris (magazine)
Pour les articles homonymes, voir Solaris.
Solaris est un magazine trimestriel canadien de science-fiction et fantastique, publié depuis 1974 et maintenant édité dans la ville de Québec au Canada.
Appelé au départ Requiem, Solaris est devenu le « doyen » des magazines francophones du genre.
Solaris publie des nouvelles, des critiques, des entrevues et des reportages en lien avec la science-fiction et le fantastique, au Québec et ailleurs. De 1981 à 2000, le magazine a aussi publié des bandes dessinées et une chronique de critique de BD, toujours en lien avec les deux genres précités. La publication de celles-ci a été abandonnée à la suite de la réduction du format de publication de Solaris, qui passe du format magazine à celui du livre en 2000.
Les auteurs et chroniqueurs sont surtout d'origine canadienne et sont francophones.

## Historique
Norbert Spehner, professeur de français au Cégep Édouard-Montpetit de Longueuil, fonde le magazine en septembre 1974 avec l'aide de ses élèves. Il s'agit à ce moment d'un projet étudiant collégial dont il est le professeur responsable de l'encadrement. À cette époque, le magazine s'appelle Requiem et n'est encore qu'un simple fanzine amateur. Requiem forme le premier noyau structurant autour duquel s'est formé l'ébauche d'un véritable milieu littéraire de la science-fiction au Québec. C'est à cette date que se situe véritablement la naissance de la SFFQ moderne, librement inspirée du modèle anglo-saxon, avec ses revues et ses fanzines, ses anthologies et collectifs, ses congrès annuels et ses prix littéraires.
Le tout premier numéro de Requiem avait la forme d'un fanzine dactylographié de facture plutôt amateure. Mais cependant, deux caractéristiques le distinguaient de la plupart des nombreux fanzines anglophones des États-Unis et du Canada anglais : la qualité d'impression (fort correcte pour l'époque) et la publication de récits de fiction inédits.
Plusieurs écrivains, maintenant reconnus, font leur apparition assez tôt dans l'histoire du magazine, principalement Élisabeth Vonarburg et Daniel Sernine, qui contribuent toujours à ses activités, ainsi que plusieurs autres dont Joël Champetier, Jean Pettigrew, Francine Pelletier, René Beaulieu pour n'en nommer que quelques-uns.
De 1977 à 1980, la rédaction instaure le Prix Dagon, qui est remis à une nouvelle inédite soumise à un jury et qui sera publiée dans ses pages. À l'été de l'année 1979, à son numéro 28, le magazine Requiem change de nom pour Solaris. Norbert Spehner continue de faire la majeure partie du travail, mais  secondé par Élisabeth Vonarburg à la direction littéraire et plus tard par Luc Pomerleau, responsable de la bande dessinée. Le Prix Dagon est maintenant remplacé par le Prix Solaris en 1981, et se divise en deux volets : un volet création littéraire, et un volet bande dessinée, le magazine ayant ouvert ses pages à la publication de celles-ci (de 1981 à 2000).
C'est ainsi que plusieurs auteurs québécois de bandes dessinées ont été publiés dans les pages de Solaris, dont André-Philippe Côté, Benoît Joly, Mario Giguère, Julien Poitras, Marc Pageau, Robert Julien, Laurine Spehner, Christian Vadeboncoeur, Éric Lacasse et plusieurs autres.
Des illustrations accompagnent la plupart du temps les nouvelles, les articles et les rubriques. Elles sont réalisées par de nombreux illustrateurs : Bernard Duchesne, Mario Giguère, Pierre D. Lacroix, Guy England, Jean-Pierre Normand, Marc Pageau, Paul Roux, Laurine Spehner, pour les plus notables.
Depuis quelques années, la revue est publiée en format livre et présente de plus en plus de nouvelles longues, comme celles de Mario Tessier, de Marie-Josée L'Héreault, de Jean-Louis Trudel, de Natasha Beaulieu, de Martin Hébert ou de Sylvie Bérard, de même que des articles de fond : Les carnets du Futurible, L'anachorète dilettante et Un merveilleux boréalien.
De plus en plus souvent, de jeunes auteurs font régulièrement leur apparition au sommaire. Les plus notables sont Éric Gauthier, Michel J. Lévesque, Louis-Pierre Smith Lacroix et quelques autres.
En juillet 2024, Solaris fête ses 50 ans de publication.

## Collaborateurs
Quelques-uns de ces collaborateurs travaillent sous un pseudonyme.

### Auteurs de bande dessinée
Les auteurs de bande dessinée québécois sont généralement à la fois dessinateur et scénariste.
Il arrive qu'ils ne pratiquent qu'une seule de ces deux disciplines, travaillant alors en équipe avec quelqu'un de l'autre discipline.
| - Alexei (Grégoire Bouchard) ; - René Beaulieu (à titre de scénariste) ; - Sylvain Bédard ; - Jean-François Bergeron ; - Bert (Robert Rivard) ; - Éric Casse (Éric Lacasse) ; - Martin Cassista ; - Pierre-Yves Clerson ; - Mario Courschesne (à titre de dessinateur) ; - André Côté (André-Philippe Côté) ; - Richard Gendron ; - Mario Giguère ; - Alain Gosselin (Al+Flag) ; - Denis Goulet ; - Jean-François Guay ; - Bernard Jacques (à titre de dessinateur) ; - Benoît Joly ; | - Robert Julien ; - Simon Labelle ; - Éric Lacasse ; - Pierre D. Lacroix ; - Michèle Laframboise ; - Michel Y. Lamontagne ; - Serge Lapierre ; - Benoît Laverdière ; - D. Lebarbe ; - Martin Lessard ; - Jean Merlin ; - Cedric Montag ; - Charles Montpetit ; - Jean-Claude Mézières (à titre de scénariste) ; - Marc Pageau ; - Martin Paré ; - Francine Pelletier (à titre de scénariste) ; | - Patrick Perrin ; - Hervé Philippe (à titre de dessinateur) ; - Julien Poitras ; - Louis Rémillard ; - Diane Robitaille (à titre de scénariste) ; - Paul Roux ; - Catherine Saouter-Caya ; - Salvatore Scali (à titre de scénariste) ; - Daniel Sernine (à titre de scénariste) ; - Daniel Shelton ; - Laurine Spehner ; - Éric Thériault ; - J.F. Touchette ; - Toufik ; - Christian Vadeboncoeur. |

### Écrivains
| - Max Alhau ; - Caroline Allard ; - Jérôme-Olivier Allard ; - Michelle Allen ; - Jean-Pierre April ; - Alexandre Babeanu ; - Jean Barbe ; - Marcel Beaulieu ; - Natasha Beaulieu ; - René Beaulieu ; - Jean Bédard ; - Michel Bélil ; - Denis Belisle ; - Evelyne Benoît ; - Sylvie Bérard ; - Alain Bergeron ; - Bertrand Bergeron ; - Alain Bériau ; - Jean-Philippe Bernié ; - Charles Bertrand ; - Jacques Binette ; - Richard Blanchette ; - James P. Blaylock ; - Claude Bolduc ; - Camille Bouchard ; - Guy Bouchard ; - Mehdi Bouhalassa ; - Georges Boulevard ; - Julie Bourcier ; - Joseph Bunkocsy ; - Richard Cadot ; - Richard Canal ; - Lisa Carducci ; - André Carpentier ; - Cartier-Jones ; - L. V. Cervera Merino ; - Laurent Chabin ; - Cédric Chaillol ; - Joël Champetier ; - Simon Charles ; - Sébastien Chartrand ; - Marc-André Charron ; - Chica ; - Jean Chicoine ; - Michel Comtois ; - Pierre-Louis Constantin ; - Harold Côté ; - Philippe-Aubert Côté ; - Yves-Daniel Crouzet ; - Luc-André d'Aragon ; - Luc Dagenais ; - Jean-Pierre Davidts ; - Lionel Davoust ; - Michel de Celles ; - Adrien Delage ; - Marc-André Delalay ; - Denise Delcourt ; - Chantal Delessert ; - Guillaume Demers ; - Alain Demouzon ; - Sylvie Denis ; - Amélith Deslandes ; - Bertrand Dion ; - Jean Dion ; - Pierre Dion ; - Cory Doctorow ; - David Dorais ; - Candas Jane Dorsey ; - François Duban ; - Jean-François Dubé ; - Micheline Dubreuil ; - Alain Ducharme ; - Bernard Ducharme ; - Michel Dufour ; - André Duhaime ; - Raymond Dumoulin ; - Jean-Claude Dunyach ; - Jocelyn Duplain ; - Frédérick Durand ; - Brian Eaglenor ; - Claude Eckerman ; - Despina Emmanouilidou-Buonavista ; - François Escalmel ; - Éric Fantasio ; - Colette Fayard ; - Guillaume Ferber ; - Alex Ferria ; | - Évelyne Foëx ; - Mathieu Fortin ; - Gaby Fourrier ; - Victor Frigério ; - Vittorio Frigerio ; - Alexandre Stéphane Garcia ; - James Alan Gardner ; - Éric Gauthier ; - Philippe Gauthier ; - Ariane Gélinas ; - Serena Gentilhomme ; - Jean-Philippe Gervais ; - Johanne Girard ; - Jean-Jacques Girardot ; - Lisa Goldstein ; - Hiromi Goto ; - Gérard Gouesbet ; - Glenn Grant ; - Laurent Gravel ; - Guy Grudzien ; - Jean-François Guérin ; - Sion Hamou ; - Édouard Hardcore ; - Martin Hébert ; - Jean-Marc Héol ; - Éric Holstein ; - André Hotte ; - Jean-Pierre Hubert ; - Matthew Hughes ; - Sylvie Huguet ; - Bernard Jacques ; - François Jobin ; - Gwyneth Jones ; - Yves Jutras ; - Jess Kaan ; - Nancy Kilpatrick ; - Carl Kleinberg ; - Pierre Koestlé ; - Alyocha Kondratiev ; - Patrick Labelle ; - Simon Labelle ; - André Lachance ; - Caroline Lacroix ; - Michèle Laframboise ; - Serge Laframboise ; - Pierre-Luc Lafrance ; - Christiane Lahaie ; - Jean-Pierre Laigle ; - Claude Lalumière ; - Michel Lamontagne ; - Daniel Landry ; - Pierre Langevin ; - Gautier Langevin ; - Stéphane Langlois ; - Marie-Claude Lapalme ; - Louis Lapointe ; - Pascal Lapointe ; - Marc-Raoul Laroche ; - Roland Larochelle ; - Andrée Laurier ; - Alain Le Bussy ; - Caroline Leblond ; - Richard Leclerc ; - Marie-Claire Lemaire ; - Alexandre Lemieux ; - Pierre Lenoir ; - Michel J. Lévesque ; - François Lévesque ; - Shariann Lewitt ; - Marie-Josée L'Hérault ; - François-Xavier Liagre ; - Thomas Ligotti ; - Nathalie Loignon ; - Myriam Luce ; - Luma ; - Catherine MacLeod ; - Serge Mailloux ; - Mylène Mantel ; - Denis Marcotte ; - Julie Martel ; - Michel Martin ; - Romuald Martin ; - Sylvain Martineau ; - Laurent McAllister ; - Olivier Ménard ; | - Claude Mercier ; - Yves Meynard ; - Raymond Milési ; - Charles Montpetit ; - Lucas Moreno ; - Hugues Morin ; - Lise Morin ; - Geneviève Mouillard ; - Pat Murphy ; - Yves Narbonne ; - Denis Neveu ; - Adam Nichols ; - Richard D. Nolane ; - Dana Odin ; - Éric Odin ; - Jocelyn Pagé ; - Claire Panier-Alix ; - Daniel Paris ; - John Park ; - Stanley Péan ; - Jean Pelchat ; - Gilles Pellerin ; - Francine Pelletier ; - Jean-Jacques Pelletier ; - Marie Pelletier-Neault ; - Annick Perrot-Bishop ; - Wildy Petoud ; - Jean Pettigrew ; - Holly Phillips ; - Isabelle Piette ; - Richard Poirier ; - Ania Prawdzik ; - Henri Prémont ; - Claude-Michel Prévost ; - Marc Provencher ; - Annie Rambion ; - Pascale Raud ; - Mark A. Rayner ; - Jean-Jacques Régnier ; - Jonathan Reynolds ; - Feldrik Rivat - Vincent Rivet ; - André-Guy Robert ; - Esther Rochon ; - Gilbert Rodrigue ; - Walid Romani ; - André-François Ruaud ; - Geoff Ryman ; - Vincent Saint-Aubin Émard ; - Annette Samec-Luciani ; - Claudomyr Sauvé ; - Karl Schroeder ; - Marc Séguin ; - Patrick Senécal ; - Daniel Sernine ; - Marc Sévigny ; - Pierre-Alexandre Sicart ; - Benoît Simard ; - Guy Sirois ; - Douglas B. Smith ; - Louis Pierre Smith-Lacroix ; - Jean-François Somcynsky (Jean-François Somain) ; - Pierre Sormany ; - Norbert Spehner ; - Erik Jon Spigel ; - Eico Suzuki ; - Jason Taniguchi ; - Braulio Tavares ; - Chantal Tellez ; - Mario Tessier ; - Sylviane Thibault ; - Fabien Tournel ; - Francine Tremblay ; - Richard Tremblay ; - Jean-Louis Trudel ; - Marc Vaillancourt ; - V. K. Valev ; - Estelle Valls de Gomis ; - Thierry Vincent ; - Antoine Volodine ; - Élisabeth Vonarburg ; - Peter Watts ; - Nicolas Weinberg ; - Sylvain White ; - Alice Yorre. |

### Illustrateurs
| - Jacques Alexandre ; - Boris Artzybasheff ; - Marc Auger ; - Robert-William Babin ; - Ghislain Barbe ; - René Barone ; - Daniel Beaudet ; - Claude "Scot" Beaulieu ; - Jean Bédard ; - Valérie Bédard ; - Vincent Bédard ; - Sylvain Bell ; - Évelyne Benoît ; - Jean-François Bergeron ; - Lise Bériau ; - Claude Bernard ; - Jim Beveridge ; - Mario Bianghini ; - Guy Bidel ; - Annie Binet ; - Blackwell ; - William Blake ; - Michel Blaquière ; - Judith Boivin-Robert ; - Steve Bolduc ; - Claude Bordeleau ; - Paul Bordeleau ; - Louis Borduas ; - Luc Borduas ; - Gaëtan Borgia ; - Camille Bouchard ; - Jonny Bouchard ; - Mehdi Bouhalassa ; - Fabrice Boulanger ; - Luc Boyer ; - Ion Brana ; - Max Cabanes ; - François Caillé ; - Bertrand Calmeau ; - Julie Capistran ; - Olivier Carpentier ; - Diane Carrière ; - Roger Casselman ; - Fernando Castro ; - Yvon Cayrel ; - Denis Chabot ; - Martin Champagne ; - Joël Champetier ; - Daniel Charpentier ; - Denis Chiasson ; - Chica ; - Jean-Claude Cochet ; - André Côté (André-Philippe Côté) ; - Harold Côté ; - Richard Coulombe ; - Diane Coutellier ; - Yohan Dacougna ; - Llys Dana ; - Francis Déri ; - Pierre Dessert ; - Guy Dieudonné ; - Michel Doyle ; - Pierre Drysdale ; - Bernard Duchesne ; - Marie-Josée Duchesne ; - Christian Duguay ; | - Ann Duperrey ; - Jacques Dupont ; - Raymond Dupuis ; - Ébenèzer (Marc Pageau) ; - Guy England ; - François Escalmel ; - Jorge Etcheverry ; - Didier Florentz ; - F'Murr ; - Richard Forgues ; - Steven Fox ; - Arthur Freyn ; - Michel P. Gagné ; - Danny Gagnon ; - Armel Gaulme ; - Richard Gendron ; - Stéphane Germain ; - Mario Giguère ; - Nathalie Giguère ; - Alexis Gilliland ; - Luc Girouard ; - Daniel Godmere ; - Alain Gosselin (Al+Flag) ; - Denis Goulet ; - Yvon Goulet ; - Goya ; - Miriam Greenwald ; - Roland Grünberg ; - François Guay ; - Jean-François Guay ; - Guyde ; - Hamlin (André Hamelin) ; - Martin Hardy ; - Terry Harvia ; - Nicole Houle ; - Maher Jahjah ; - Terry Jeeves ; - Benoît Joly ; - Jean-Yves Kervévan ; - Sue Krinard ; - Philippe Labelle ; - Simon Labelle ; - Daniel Lachapelle ; - Jean-Luc Lacroix ; - Pierre D. Lacroix ; - Jacques Laframboise ; - Michèle Laframboise ; - Adeline Lamarre ; - Jacques Lamontagne ; - Michel Y. Lamontagne ; - Daniel Lapointe ; - Jac Lapointe ; - Lauzand ; - Benoît Laverdière ; - François Le Bescond ; - Daniel Lebarbe ; - Lise Lebel-Perret ; - Raymond LeBrun ; - F. Leclerc ; - Lecointre ; - Céline Lecompte ; - Érick Lefebvre ; - Bruno Lemire ; - Sylvain Lemire ; - Jacques Lesage ; - Gérard Lévèque ; | - Alexander Lindner ; - Denis Lord ; - Alain Lortie (Daniel Sernine) ; - Barry K. Mac Kay ; - Serge Mailloux ; - P. Marcel ; - Denis Marcotte ; - Réjean Marquis ; - Fabien Mazerro ; - François Mazerro ; - Randy Mohr ; - Cedric Montag ; - Charles Montpetit ; - Louis Montpetit ; - Suzanne Morel ; - Hugues Morin ; - Jean-Pierre Normand ; - Orsay ; - Steve Otis ; - Marc Pageau ; - Louis Paradis ; - Charles Pasino ; - Suzanne Payette ; - Perry ; - Michaël-Jo Peter (Joël Champetier) ; - Julien Poitras ; - Luke Poudrier ; - Jean-François Poulin ; - Psycho ; - Julie Ray ; - Louis Rémillard ; - Romuald Reutimann ; - André Riverin ; - Denis Riverin ; - Michel Rivet ; - Romano ; - William Rostler ; - Gilles Rousseau ; - Paul Roux ; - Martin Roy ; - Jacques Saint-Louis ; - Maurice Salina ; - François Schuiten ; - Claude Serre ; - Pierre Skilling ; - Patrice Soucy ; - Laurine Spehner ; - Norbert Spehner ; - Patrick Spehner ; - Jean-Noël Spillemaecker ; - Marc Tessier ; - Tomislav Tikulin ; - Éric Thériault ; - Toufik ; - Marc Tremblay ; - Pierre Trepanier ; - Christian Vadeboncoeur ; - Yves Vaillancourt ; - Stéphan Vallières ; - Pascal Vanzato ; - Patrick Verdant ; - Charles Vinh ; - Marc Wampach ; - Jean Zak ; - Dean Z. Batzell Zero ; - Izabel Zimmer. |

## Distinctions
- 1989 : Prix Aurora meilleur ouvrage en français (autre), magazine Solaris ;
- 1990 : Prix Aurora meilleur ouvrage en français (autre), magazine Solaris ;
- 1991 : Prix Aurora meilleur ouvrage en français (autre), magazine Solaris ;
- 1992 : Prix Aurora meilleur ouvrage en français (autre), magazine Solaris ;
- 1993 : Prix Aurora meilleur ouvrage en français (autre), magazine Solaris ;
- 1995 : Prix Aurora meilleur ouvrage en français (autre), magazine Solaris ;
- 1996 : Prix Aurora meilleur ouvrage en français (autre), magazine Solaris ;
- 1997 : Prix Aurora meilleur ouvrage en français (autre), magazine Solaris ;
- 1998 : Prix Aurora meilleur ouvrage en français (autre), magazine Solaris ;
- 2000 : Prix Aurora meilleur ouvrage en français (autre), magazine Solaris ;
- 2001 : Prix Aurora meilleur ouvrage en français (autre), magazine Solaris ;
- 2002 : Prix Aurora meilleur ouvrage en français (autre), magazine Solaris ;
- 2004 : Prix Aurora meilleur ouvrage en français (autre), magazine Solaris ;
- 2006 : Prix Aurora meilleur ouvrage en français (autre), magazine Solaris ;
- 2009 : Prix Aurora meilleur ouvrage en français (autre), magazine Solaris ;
- 2010 : Prix Aurora meilleur ouvrage en français (autre), magazine Solaris ;
- 2011 : Prix Aurora meilleur ouvrage en français (autre), magazine Solaris ;
- 2013 : Prix Aurora meilleur ouvrage en français (autre), magazine Solaris ;
- 2014 : Prix Aurora meilleur ouvrage en français (autre), magazine Solaris ;
- 2015 : Prix Aurora meilleur ouvrage en français (autre), magazine Solaris ;
- 2016 : Prix Aurora meilleur ouvrage en français (autre), magazine Solaris ;
- 2017 : Prix Aurora meilleur ouvrage en français (autre), magazine Solaris.